# Tania Grotter
Tania Grotter (ros. Таня Гроттер) – 13-tomowa seria wzorowana na  Harrym Potterze napisana przez Dmitrija A. Jemeca i wydana w Rosji przez wydawnictwo Eksmo. Swego czasu seria budziła kontrowersję, traktowana była jako plagiat.
Akcja książki rozgrywa się w szkole magii Tibidoks (ros. Тибидохс), w której uczą się dziewczynki-czarodziejki.

## Lista tomów
- Таня Гроттер и магический контрабас – Tania Grotter i magiczny kontrabas (2002)
- Таня Гроттер и Исчезающий Этаж – Tania Grotter i znikające piętro (2002)
- Таня Гроттер и Золотая Пиявка – Tania Grotter i złota pijawka (2003)
- Таня Гроттер и трон Древнира – Tania Grotter i tron Drevnira (2003)
- Таня Гроттер и посох волхвов – Tania Grotter i kostur magów (2003)
- Таня Гроттер и молот Перуна – Tania Grotter i młot Peruna (2003)
- Таня Гроттер и пенсне Ноя – Tania Grotter i pince-nez Noego (2003)
- Таня Гроттер и ботинки кентавра – Tania Grotter i buty centaura (2004)
- Таня Гроттер и колодец Посейдона – Tania Grotter i studnia Posejdona (2004)
- Таня Гроттер и локон Афродиты – Tania Grotter i lok Afrodyty (2005)
- Таня Гроттер и перстень с жемчужиной – Tania Grotter i pierścień z perłą (2006)
- Таня Гроттер и полный Тибидохс! Фразочки, цитаты и афоризмы – Tania Grotter i pełny Tibidoks! Frazy, cytaty i aforyzmy (2006) – specjalna część Tani Grotter.
- Таня Гроттер и проклятье некромага – Tania Grotter i przekleństwo nekromaga (2007)
- Таня Гроттер и болтливый сфинкс – Tania Grotter i gadatliwy sfinks (2008)
- Таня Гроттер и последний наследник – Tania Grotter i ostatni spadkobierca (2011)
- Таня Гроттер и пророчество куба – Tania Grotter i proroctwo sześcianu (2011)

## Bohaterowie
- Tania Grotter – główna bohaterka tej książki, imieniem nawiązuje do Harry’ego Pottera.
- Wańka Waliakin (właściwie Iwan Waliakin) – syn łopuchoidów.
- Leopold Grotter – ojciec Tani Grotter, imieniem nawiązuje do Jamesa Pottera.
- Sofia Grotter – matka Tani Grotter, imieniem nawiązuje do Lily Potter.
- Czuma-diel-Tort – największy wróg Tani Grotter. Imieniem nawiązuje do Lorda Voldemorta.
- Grobynia Sklepowa – imieniem nawiązuje do Dracona Malfoya, wróg Tani w szkole.
- Gurij Puppier
- Szurasik
- Wierka Popugajewa
- Rita Szyto-Kryto
- Kuzja Tuzikow – obrońca w domowej drużynie draconballa (quidditcha).
- Sardanapał Czernomorow – dyrektor szkoły Tibidoks, imieniem nawiązuje do Albusa Dumbledore’a.
- Meduzija Gorgonowa – imieniem nawiązuje do Minerwy McGonagall.
- Jagge – babcia Bab-Jaguna (nazywał ją „babusia”). Imieniem nawiązuje do Pani Pomfrey.
- Poklep Poklepycz – imieniem nawiązuje do Severusa Snape’a, wicedyrektor szkoły Tibidoks.
- Tararach – imieniem nawiązuje do Hagrida, nauczyciel opieki nad magicznymi stworzeniami. Jest pitekantropem, który razem z towarzyszami zabił i zjadł białego smoka. Trafił mu się kawałek koło ogona, i dlatego stał się nieśmiertelny. Jego towarzysze nie mieli szczęścia i umarli.
- Dżin Abduła – dżin, bibliotekarz, który przez cały czas układa przekleństwa, by przekląć ucznia, który oddaje książkę za późno choćby o jeden dzień. Nigdy mu się to nie udaje.
- Sołowiej Odichmantiewicz Razbojnik – trener draconballa.

## Gry komputerowe
Rosyjski wydawca gier komputerowych, Akiełła, we współpracy z Creative Dream Studio, wydał dwie gry komputerowe:
- Tania Grotter i magiczny kontrabas,
- Tania Grotter i znikająca piętro.